# Rebecca Lee Crumpler
Rebecca Lee Crumpler, född 1831, död 1895, var en amerikansk läkare.
Hon tog examen från New England Female Medical College 1864. Hon var den första kvinnliga afro-amerikanska läkaren i USA. 